# Belica (gmina Dobrova-Polhov Gradec)
Belica – wieś w Słowenii, w gminie Dobrova-Polhov Gradec. W 2018 roku liczyła 36 mieszkańców.